# برزان عبد الغفور التكريتي

صورة بطاقة برزان عبد الغفور التكريتي ضمن مجموعة أوراق اللعب لأهم المطلوبين العراقيين.

برزان عبد الغفور سليمان مجيد التكريتي (1 يوليو 1960-) ضابط عراقي برتبة عميد ركن، كان آخر مناصبه آمراَ للحرس الجمهوري الخاص في عهد الرئيس العراقي الأسبق صدام حسين، وهو عضو في حزب البعث العربي الاشتراكي، وشقيق اللواء روكان التكريتي المرافق الشخصي لصدام حسين.
كان ضمن قائمة العراقيين المطلوبين لدى الولايات المتحدة عند احتلال العراق وتسلسله 11، ألقي القبض عليه في 23 تموز 2003. كانت صورته على ملكة القلوب في مجموعة أوراق اللعب لأهم المطلوبين العراقيين التي صدرت من قبل القوات العسكرية الأمريكية للمساعدة في تحديد المطلوبين من حكومة صدام حسين خلال حرب العراق.
في عام 2017، أقر مجلس النواب العراقي قانونا ينص على مصادرة الأموال المنقولة وغير المنقولة لكل من صدام حسين وزوجاته وأولاده وأحفاده وأقربائه حتى الدرجة الثانية ووكلائهم ومصادرة أموال قائمة من 52 من أركان النظام السابق، كان من بينهم برزان عبد الغفور التكريتي.
شارك برزان عبد الغفور المجيد في معركة المطار وتم أسره بعد إصابته ونفاذ ذخيرته، وحكم عليه بالسجن لمدة 17 عاما. في 29 حزيران 2020 أفرجت عنه السلطات العراقية بعد انتهاء محكوميته.